# Казарский (минный крейсер)
«Каза́рский» — первый из шести минных крейсеров одноимённого типа. Назван в честь героя русско-турецкой войны 1828—1829 годов Александра Ивановича Казарского, капитана брига «Меркурий».

## История корабля

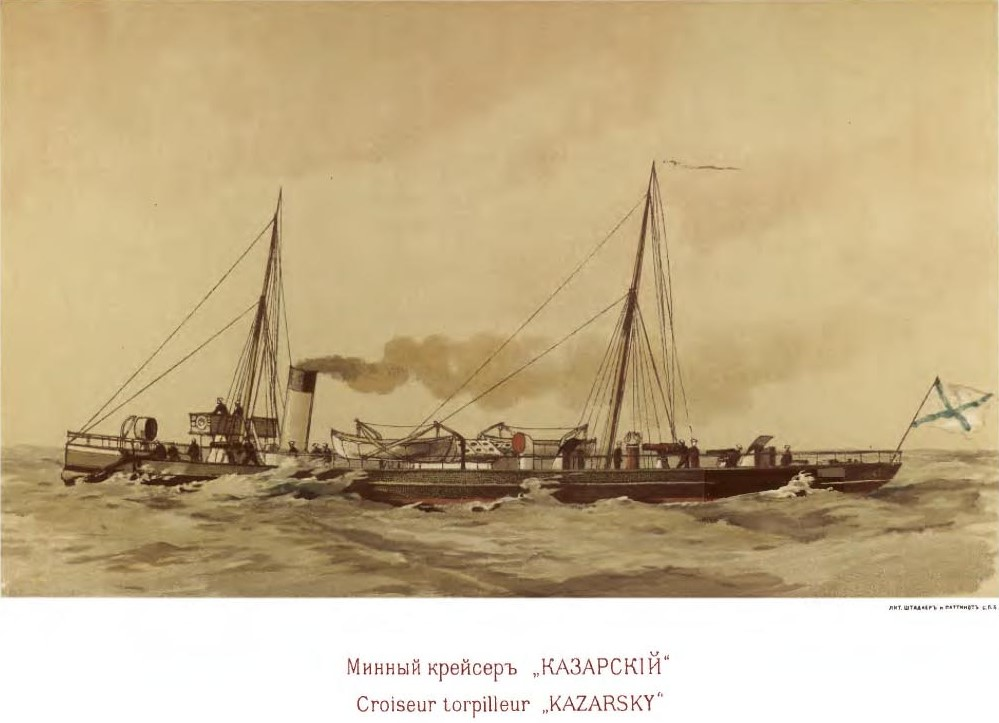
Минный крейсер "Казарский"

Заложен на судоверфи «Шихау» в Эльбинге по заказу Морского ведомства России для Черноморского флота. Контракт подписан 8 октября 1888 года. Зачислен в списки 19 августа 1889 года (вероятно при спуске). Спущен на воду в 1889 году, вступил в строй в мае 1890 года.
В 1906 году проходил капитальный ремонт и модернизацию. 27 сентября 1907 года официально причислен к классу посыльных судов. Принимал участие в Первой мировой войне, нёс дозорную и конвойную службу.
В 1925 году исключён из списков РККФ и в 1927 году разобран.

## Описание корабля
Корабль имел низкие борта, что способствовало относительной скрытности и узкие обводы, что благоприятно отражалось на скорости. Однако, из этих достоинств вытекал и недостаток — невозможность ведения ведения огня на волнении. Кроме того, имела место плохая управляемость и сильная вибрация корабля даже на среднем ходу.
Это был первый корабль русского флота, палубный торпедный аппарат которого мог разворачиваться на 360 градусов.

## Командиры
- 19.08.1889 — 04.11.1890 — капитан 2-го ранга Берг, Владимир Романович
- xx.xx.1890 — xx.xx.1890 — капитан 2-го ранга Молас, Пётр Павлович
- 01.01.1892 — 15.05.1895 — капитан 2-го ранга Баль, Владимир Яковлевич
- хх.хх.1895 — хх.хх.1896 — капитан 2-го ранга Ушаков, Николай Александрович
- хх.хх.1896 — хх.хх.1897 — капитан 2-го ранга Овод, Фёдор Семёнович
- 06.12.1897 — 06.12.1899 — капитан 2-го ранга Фотаки, Николай Дмитриевич
- 06.12.1899 — хх.хх.1901 — капитан 2-го ранга Сапсай, Исаак Абрамович
- хх.хх.1901 — хх.хх.1901 — капитан 2-го ранга Шарыгин, Спиридон Андреевич
- хх.хх.1901 — хх.хх.1902 — капитан 2-го ранга Новицкий, Павел Иванович
- хх.хх.1902 — 01.01.1904 — капитан 2-го ранга Тягин, Алексей Алексеевич
- 01.01.1904 — 04.11.1905 — капитан 2-го ранга Ревелиоти, Владимир Ксенофонтович
- хх.хх.1906 — хх.хх.1906 —  капитан 2-го ранга Дмитриев, Аполлон Аполлонович
- на 17 июля 1914 — капитан 2-го ранга Бубнов, Валентин Владимирович